# Paul Deliège
Vous lisez un « bon article » labellisé en 2012.
Pour les articles homonymes, voir Deliège (homonymie).
Paul Deliège, né le 21 janvier 1931 à Olne (province de Liège) et mort le 7 juillet 2005 à Liège, est un auteur de bande dessinée humoristique belge francophone, principalement connu pour les séries Bobo et Les Krostons.
En 1959, il entre aux éditions Dupuis et au journal Spirou, où il lance avec Vicq la série Théophile. Au début des années 1960, il est le principal auteur des mini-récits du journal Spirou où, en compagnie de Maurice Rosy, il crée la série Bobo. Puis il donne naissance, seul, à Cabanon et à Superdingue. Comme scénariste, il crée la série Les Krostons pour Arthur Piroton, avant de reprendre le dessin dès la deuxième histoire, puis il scénarise Youk et Yak pour Noël Bissot, Petit-Cactus pour Salvérius, Sam et l'Ours pour Lagas et surtout plusieurs histoires de la série Sibylline pour Raymond Macherot. Dans les années 1980, il anime Le Trou du souffleur dans Spirou avant de prendre sa retraite en 1996.

## Biographie

### Jeunesse
Paul Deliège naît le 21 janvier 1931 à Olne, en Belgique, d'un père gendarme. Pour ses premiers dessins, il copie des œuvres de Walt Disney, notamment Blanche-Neige et les Sept Nains, avant de commencer à produire des travaux personnels. Dans sa jeunesse, il lit Cri-Cri, Le Journal de Mickey ou encore Fillette, des romans de Jules Verne, Victor Hugo ou Alexandre Dumas, et regarde les dessins animés de Mickey Mouse et des Trois Petits Cochons. Avant 1957, il commence à travailler dans le milieu du textile à Verviers et, dans le même temps, suit pendant un an des cours par correspondance à l'école ABC de Paris.

### Débuts dans la bande dessinée
Son premier contact avec le milieu de la bande dessinée est une lettre envoyée à Raymond Macherot en mars 1957. Ce dernier l'invite chez lui pour le rencontrer. À la vue de ses dessins réalistes, il lui conseille d'opter pour le dessin humoristique et de présenter son travail au journal Tintin. Il est toutefois recalé par les responsables de ce journal qui lui disent de revenir quand son dessin se sera amélioré.
La première bande dessinée publiée de Paul Deliège paraît dans le quotidien généraliste belge Le Soir en 1955 et s'intitule Félicien et les Romanis. Cette histoire raconte l'aventure du beau Félicien, qui rencontre des Romanichels dans les bois. Des planches qu'il présente d'abord chez Dupuis sont acceptées, mais Maurice Rosy, le directeur artistique qui l'a reçu, l'envoie à son tour chez le concurrent Tintin, où il est cette fois accepté. Devant produire une nouvelle histoire pour le journal Spirou, il envoie ses planches de Félicien et les Romanis au journal Le Soir. Il quitte son emploi dans le textile, un secteur en crise, pour entrer chez Dupuis, où son premier travail est celui de lettreur : il écrit les textes en flamand dans le bureau de dessin.

### Entrée àSpirou
La première publication de Paul Deliège dans le journal Spirou est une histoire complète de quatre planches de Félicien et les Romanis publiée dans le no 1055 daté du 3 juillet 1958 et intitulée Félicien fait du camping. Il continue néanmoins à produire le lettrage flamand jusqu'au 31 janvier 1960, date à laquelle il s'installe à son compte. Il se lance alors dans une nouvelle série, Théophile, dont l'ambiance trahit l'influence de Raymond Macherot.

### Un nouveau héros: Bobo
Depuis le no 1107 du 2 juillet 1959, Spirou publie des histoires complètes sous forme de mini-récit de trente-deux pages. La rédaction du journal doit commander sans arrêt des récits, aussi bien à ses auteurs vedettes qu'à des débutants comme Paul Deliège. Maurice Rosy lui propose alors un mini-récit avec un héros qu'il a déjà inventé : Bobo, un bagnard qui aurait comme idée fixe de s'évader de sa prison. Cet anti-héros a déjà été accepté par Charles Dupuis, bien qu'il soit à mille lieues du héros idéal qu'apprécie le grand patron de Spirou. Les deux auteurs se répartissent ainsi le travail : Maurice Rosy écrit le scénario et réalise le crayonné, alors que Paul Deliège s'occupe de l'encrage et de l'écriture des dialogues.
La première histoire de Bobo, intitulée simplement Bobo s'évade, est publiée dans le no 1204 du 11 mai 1961. Avant cela, Paul Deliège signe dans le no 1202 un autre mini-récit d'une éphémère série, Sosthène. La réalisation d'un mini-récit prend environ quinze jours à Deliège, mais il arrive que pour des raisons de délai, il soit obligé de le faire en une journée. La série Bobo a rapidement du succès et occupe le haut du tableau dans les référendums sur les mini-récits organisés par le journal.
Parallèlement à Bobo, Deliège crée la série Le Père Bricole pour Le Soir en 1963. Dans Spirou, il anime de nombreuses séries : éphémères, comme Hercule et les autres à partir du no 1293 (24 janvier 1963), Bébert à partir du no 1341 (26 décembre 1963) ou encore Félix à partir du no 1404 (11 mars 1965), ou bien plus marquantes, comme Cabanon à partir du no 1421 (8 juillet 1965), Superdingue à partir du no 1517 (11 mai 1965), ainsi que deux courtes histoires de Bigoudi en 1966 qu'il signe sous le pseudonyme de Célestin, un personnage qu'il a créé en 1961 pour Bonux Boy de Benoît Gillain.
En 1969, Paul Deliège arrête la publication de Bobo à cause d'un différend avec Maurice Rosy. Celui-ci à l'époque travaille avec un de ses amis, Maurice Kornblum, qui signe les planches de la série sans pour autant y participer. Mécontent de ce procédé, Paul Deliège abandonne Bobo pour se consacrer aux Krostons. Maurice Rosy récupère intégralement le dessin de la série, mais l'abandonne cinq ans plus tard, lassé, et revend ses droits aux éditions Dupuis.

### La période Krostons
En 1968, alors qu'il vient d'abandonner Bobo, Paul Deliège contacte son ami Arthur Piroton, un dessinateur réaliste, dont le trait est proche de celui d'Alex Raymond, pour produire une bande dessinée avec des petits personnages qu'il dessine sur un coin de table. Il a l'idée d'en faire des personnages qui sortent de la planche à dessin de l'auteur et qu'il nomme les Krostons, d'après le mot wallon qui signifie « croûton ». Arthur Piroton dessine la série, hormis les trois personnages Krostons, plus humoristiques, que se réserve Deliège. La première histoire, intitulée La Menace des Krostons paraît dans le no 1589 de Spirou. Elle est signée « Max Ariane », un pseudonyme utilisé par les deux auteurs qui est en fait le nom du dessinateur qui fait naître les Krostons dans l'histoire. Malgré un certain succès auprès des lecteurs du journal, la seconde histoire ne paraît que deux ans plus tard, Arthur Piroton ayant abandonné la série pour se consacrer à Jess Long, sur un scénario de Maurice Tillieux. Deliège récupère alors seul le graphisme de la série. Pour la première fois, il doit adapter son trait pour qu'il paraisse réaliste, alors que jusqu'ici il était plutôt habitué au dessin humoristique ou semi-réaliste. Il a beaucoup de mal à réaliser cette deuxième histoire.
Durant cette période, Paul Deliège commence à écrire, sur demande de plusieurs dessinateurs, des scénarios pour les séries Le Baron et Youk et Yak de Noël Bissot, Petit-Cactus de Salvérius et Sam de Lagas, qui paraissent sous forme de mini-récit, et surtout pour Sibylline de Raymond Macherot, un auteur qu'il admire. Pour les premiers auteurs, il écrit entièrement le scénario, alors que Macherot lui donne une vague idée de l'histoire à écrire.

### Paul Deliège récupère Bobo
Après cinq ans, Maurice Rosy abandonne la série Bobo par lassitude et vend sa part aux éditions Dupuis. Le rédacteur en chef de Spirou, qui lui cherche un successeur, propose alors naturellement à Paul Deliège de récupérer sa série. Entre-temps, la série est sortie du cadre des mini-récits pour intégrer les pages régulières de l'hebdomadaire sous forme de gags d'une planche, d'histoires complètes ou d'histoires à suivre de quarante-quatre planches. Bobo nouvelle mouture apparaît dans le no 1850 du 27 septembre 1973, avec une histoire complète de deux planches. Cette même année, il produit la troisième histoire des Krostons où il abandonne complètement le dessin réaliste pour ne garder que l'aspect humoristique avec lequel il se sent plus à l'aise.
La première histoire à suivre de Paul Deliège, intitulée El Candaro, paraît du no 1918 de Spirou (16 janvier 1975) au no 1923 (20 février 1975). Il lui faut environ deux ans pour produire une histoire, voire trois pour des histoires comme La Pri$on dorée qu'il reprend dès qu'il bloque sur une histoire courte. Il produit également plusieurs histoires à suivre des Krostons (sept entre 1973 et 1983), mais va peu à peu laisser tomber cette série au profit de Bobo, n'éprouvant pas particulièrement de plaisir à dessiner les aventures des trois petits démons beaucoup moins comiques que Bobo ; du reste, il ne s'explique pas leur succès auprès des lecteurs. Par la suite, lorsqu'il veut reprendre la série, Dupuis l'en dissuade car les albums des Krostons ne sont plus au catalogue. En 1980, il scénarise pour Mittéï l'histoire à suivre La Grande Renée de la série Bonaventure.

### L'animation de Spirou:Le Trou du souffleur
À partir du no 2565 (9 juin 1987), il publie une nouvelle série dans Spirou intitulée Le Trou du souffleur. Avec cette bande dessinée, il s'agit de fournir au journal une animation en remplacement de L'Élan, que l'auteur Frank Pé a décidé d'arrêter. Dans un premier temps, le rédacteur en chef lui propose de reprendre la série, mais il refuse par manque d'idées. Plus tard, l'idée d'une série mettant en scène un souffleur rappelant leurs textes aux héros du journal qui auraient la mémoire qui flanche lui vient en allant voir une pièce de théâtre en wallon. Il n'abandonne pas pour autant Bobo, qui est toujours publié régulièrement dans Spirou, même si le rythme ralentit : il lui faut par exemple plus de deux ans pour finir l'histoire à suivre L'Oiseau du diable vauvert, publiée en 1990. Dans les années 1980, il publie aussi quelques gags dans le fanzine liégeois Saucysson Magazine, et une histoire de deux planches dans (À suivre).

### Fin de carrière
Il prend sa retraite en faisant ses adieux dans le journal Spirou no 3057 du 13 novembre 1996 avec une histoire complète de Bobo intitulée Le Quota. Il meurt dans la nuit du 6 au 7 juillet 2005 à l'âge de 74 ans.

## Œuvre

### Albums

#### Historique des publications en albums

##### Série régulière
En 1968, sort deux albums de la série Cabanon dans la collection « Gag de Poche » des éditions Dupuis. En 1972, c'est la série Les Krostons qui est publiée en album, après un « no 0 » sortie dans la collection « Okay » elle intègre la collection régulière des éditions Dupuis à partir de 1975, quatre tomes sortent jusqu'en 1984. En 1975, il écrit des scénarios pour la série Sibylline de Raymond Macherot, il signe donc les tomes cinq, six et sept de cette série jusqu'en 1979. La série Bobo est publiée dans la collection régulière de Dupuis à partir de 1977. Seize tomes vont être publiés jusqu'à la retraite de l'auteur en 1997. L'année suivante, c'est la maison d'édition québécoise Héritage qui publie un album de la série Sam et l'Ours. Entre 2007 et 2008, les éditions Le Coffre à BD publient trois tomes de la série Théophile et Philibert.

##### Hors-série
Le premier album de Paul Deliège, sorti en 1964, est issu de la série Bobo dans la collection « Gag de Poche » des éditions Dupuis. Huit tomes sortent ensuite entre 1964 et 1967,.

#### Première édition de la série régulière

##### Bobo
- 1. Bobo prend l'air, Dupuis - Évasion, Marcinelle, 1977
Scénario et dessin : Paul Deliège -  (ISBN 2-8001-0548-8)
- 2. Bobo prend la mer, Dupuis - Évasion, Marcinelle, 1978
Scénario et dessin : Paul Deliège -  (ISBN 2-8001-0583-6)
- 3. Bobo comic's troupier, Dupuis - Évasion, Marcinelle, 1980
Scénario et dessin : Paul Deliège -  (ISBN 2-8001-0681-6)
- 4. Un sac en cavale, Dupuis, Marcinelle, 1981
Scénario et dessin : Paul Deliège -  (ISBN 2-8001-0738-3)
- 5. Destination lune, Dupuis, Marcinelle, 1982
Scénario : Didgé et Julos - Dessin : Paul Deliège -  (ISBN 2-8001-0796-0)
- 6. L'Homme-obus, Dupuis, Marcinelle, 1983
Scénario et dessin : Paul Deliège -  (ISBN 2-8001-0961-0)
- 7. La Prison dorée, Dupuis, Marcinelle, 1985
Scénario et dessin : Paul Deliège -  (ISBN 2-8001-1061-9)
- 8. Le Volontaire, Dupuis, Marcinelle, 1986
Scénario et dessin : Paul Deliège -  (ISBN 2-8001-1239-5)
- 9. Le Professionnel, Dupuis, Marcinelle, 1987
Scénario et dessin : Paul Deliège -  (ISBN 2-8001-1437-1)
- 10. La Carpette violente, Dupuis, Marcinelle, 1988
Scénario et dessin : Paul Deliège -  (ISBN 2-8001-1561-0)
- 11. Le Retour du greffé, Dupuis, Marcinelle, 1989
Scénario et dessin : Paul Deliège -  (ISBN 2-8001-1637-4)
- 12. L'Escalade, Dupuis, Marcinelle, juillet 1990
Scénario et dessin : Paul Deliège -  (ISBN 2-8001-1749-4)
- 13. L'Oiseau du diable Vauvert, Dupuis, Marcinelle, juin 1991
Scénario et dessin : Paul Deliège -  (ISBN 2-8001-1830-X)
- 14. Bobo fait le mur, Dupuis, Marcinelle, septembre 1992
Scénario et dessin : Paul Deliège -  (ISBN 2-8001-1971-3)
- 15. La Rançon de la gloire, Dupuis, Marcinelle, juillet 1994
Scénario et dessin : Paul Deliège -  (ISBN 2-8001-2108-4)
- 16. La Première Pierre[28], Dupuis, Marcinelle, juin 1997
Scénario et dessin : Paul Deliège -  (ISBN 2-8001-2551-9)

##### Cabanon
- 1. Cabanon, Dupuis, coll. « Gag de poche », Marcinelle, 1968
Scénario : Delarre - Dessin : Paul Deliège
- 1. Quatre Nouvelles Mésaventures de Cabanon, Dupuis, coll. « Gag de poche », Marcinelle, 1968
Scénario et dessin : Paul Deliège

##### Les Krostons
- 0. La Menace des Krostons, Dupuis, coll. « Album Okay », Marcinelle, 1972
Scénario : Arthur Piroton - Dessin : Paul Deliège
- 1. Balade pour un Kroston, Dupuis, Marcinelle, 1975
Scénario et dessin : Paul Deliège -  (ISBN 2-8001-0461-9)
- 2. La Maison des mutants, Dupuis, Marcinelle, 1979
Scénario et dessin : Paul Deliège -  (ISBN 2-8001-0625-5)
- 3. La Vie de château, Dupuis, Marcinelle, 1982
Scénario et dessin : Paul Deliège -  (ISBN 2-8001-0890-8)
- 4. L'Héritier, Dupuis, Marcinelle, 1984
Scénario et dessin : Paul Deliège -  (ISBN 2-8001-1028-7)
- Intégrale Tome2[29], Hibou, 2007  (ISBN 2-87453-015-8)
- Intégrale Tome3[30], Hibou, 2005  (ISBN 2-87453-000-X)

##### Sam et l'Ours
- 1. Sam et un ours en hiver, Héritage, 1978
Scénario : Paul Deliège - Dessin : Lagas

##### Sibylline
- 5. Sibylline s'envole, Dupuis, Marcinelle, 1975
Scénario : Paul Deliège - Dessin : Raymond Macherot -  (ISBN 2-8001-0446-5)
- 6. Sibylline et les cravates noires, Dupuis, Marcinelle, 1977
Scénario : Paul Deliège - Dessin : Raymond Macherot -  (ISBN 2-8001-0524-0)
- 7. Sibylline et Elixir le maléfique, Dupuis, Marcinelle, 1979
Scénario : Paul Deliège - Dessin : Raymond Macherot -  (ISBN 2-8001-0650-6)
- Int. 3. 1975-1982[31], Casterman, Bruxelles, 22 août 2012
Scénario : Paul Deliège, Raymond Macherot - Dessin : Raymond Macherot - Couleurs : quadrichromie -  (ISBN 978-2-203-05022-8) — Contient un dossier établi par Stephan Caluwaerts.

##### Théophile et Philibert
- 1. Théophile et le phosphopoil, Le Coffre à BD, Tournefeuille, 2007
Scénario et dessin : Paul Deliège -  (ISBN 2-350-07054-9)
- 2. L'Étrange Passe-temps de Boleslas Kromitch, Le Coffre à BD, Tournefeuille, 2008
Scénario : Vicq - Dessin : Paul Deliège -  (ISBN 2-350-07076-X)
- 3. L'Homme aux mains d'or, Le Coffre à BD, Tournefeuille, 2008
Scénario : Vicq - Dessin : Paul Deliège -  (ISBN 2-350-07102-2)

##### Le Trou du souffleur
- Le Trou du souffleur, Hibou, 24 août 2012
Scénario et dessin : Paul Deliège - Couleurs : noir et blanc -  (ISBN 2874530476),Format à l'italienne.

### Artbook
- Christelle Pissavy-Yvernault et Bertrand Pissavy-Yvernault, Franquin, Morris, Jijé, Sempé... : 200 couvertures inédites pour le journal Le Moustique, Marcinelle, Dupuis, 1er novembre 2015, 312 p., ill. ; 29,8 cm (ISBN 978-2-8001-6571-4, présentation en ligne).

### Revues
Après des débuts dans le quotidien belge Le Soir, Paul Deliège rejoint le journal Spirou où il est publié pour la première fois en 1958 dans le no 1055 avec l'histoire courte Félicien fait du camping. En 1959, il publie son premier mini-récit sous le pseudonyme de Célestin Les Aventures de Toc reporter-photographe sur un scénario de Maurice Rosy et il publie également Tournebride, puis l'année suivante sa première histoire à suivre Théophile et le Phosphopoil de la série Théophile du no 1172 au no 1193 ; par la suite paraissent deux autres histoires jusqu'en 1962. La même année, il publie un mini-récit intitulé En une heure, construisez votre récepteur dans le no 1143. En 1961, sont publiés deux mini-récits de la série Sosthène et surtout la création de la série Bobo dans le no 1204 avec l'histoire Bobo s'évade scénarisée par Maurice Rosy, vont suivre ensuite, soixante-sept mini-récits jusqu'en 1968 et le no 1576 avec l'histoire Bobo fait boum. En 1963, Paul Deliège publie seize gags de la série Hercule et les autres et la seule histoire de la série Bébert intitulée Le Casque aux gants de planches. Deux nouvelles séries sont créées pour l'année 1965, Félix dans le no 1404 et Cabanon dans le no 1421 avec l'histoire Cabanon rentre tard. Si la première série ne connaît que deux mini-récits et ne dépasse pas l'année, la seconde va être publiée douze fois sous forme de mini-récits, trois récits de six planches et six fois sous forme de gag d'une planche jusqu'en 1967. La série Superdingue est publiée pour la première fois en 1967 dans le no 1517, elle est publiée dix-sept fois en mini-récit jusqu'en 1972.
En 1968, il écrit le scénario de deux mini-récits de Youk et Yak pour Noël Bissot, puis trois autres jusqu'en 1970. Pour Salvérius, le scénario de Petit-Cactus à cinq reprises, pour Lagas le scénario de Sam pour dix-huit mini-récits, quatre-vingt-six gags d'une planche, vingt-huit histoires courtes et une histoire à suivre intitulée Sam et l'abominable homme des neiges !, jusqu'en 1978. Surtout en 1968, il écrit le scénario pour la première histoire de la série Les Krostons pour Arthur Piroton publiée du no 1589 au no 1610. Par la suite il devient l'unique auteur de la série et publie cinq histoires à suivre et huit histoires courtes jusqu'en 1983. L'année suivante il abandonne provisoirement la série Bobo. Il écrit une histoire de la série Le Baron en 1970, trois gags pour Homard vigilant l'année suivante, une histoire pour Patate et Tatou en 1972 et quatre gags et une histoire courte de la série Croquemitron. Cette même année, il écrit le scénario de la série Sibylline de Raymond Macherot pour cinq histoires à suivre, ainsi que pour trois histoires courtes jusqu'en 1976.
En 1973, à partir du no 1850, il reprend seul la série Bobo qui sort des mini-récits. Jusqu'en 1996 il publie onze histoires à suivre, cinquante-neuf histoires complètes et trente-huit gags en une planche. Du no 2179 au no 2186 (1980), il scénarise pour Mittéï une histoire à suivre de la série Bonaventure intitulée La Grande Renée. En 1987, il crée dans le no 2565 Le Trou du souffleur publié hebdomadairement jusqu'en 1994 sous forme de strips. À la fin des années 1980 et au début des années 1990, il publie plusieurs rédactionnels et scénarise quelques gags et histoires courtes de la série Envahisseur avec David De Thuin. Dans le no 3057 (1996), est publiée la dernière histoire de Paul Deliège qui prend sa retraite, elle s'intitule Le Quota et appartient à la série Bobo.
| Série     | Titre                                      | Début   | Fin     |
| --------- | ------------------------------------------ | ------- | ------- |
|           | En une heure, construisez votre récepteur  | no 1143 |         |
| Théophile | Théophile et le Phosphopoil                | no 1172 | no 1193 |
| Sosthène  | Sosthène en ballon                         | no 1202 |         |
| Bobo      | Bobo s'évade                               | no 1204 |         |
| Sosthène  | Sosthène contre le Niam-Niam               | no 1209 |         |
| Théophile | L'Étrange passe temps de Boleslas Kromitch | no 1215 | no 1236 |
| Bobo      | Bobo s'évade à nouveau                     | no 1216 |         |
| Bobo      | Bobo s'évade encore                        | no 1220 |         |
| Bobo      | La Nouvelle évasion de Bobo                | no 1249 |         |
| Bobo      | Bobo fait du cinéma                        | no 1255 |         |
| Bobo      | Le Rétiaire sans visage                    | no 1263 |         |
| Théophile | L'Homme aux mains d'or                     | no 1267 | no 1288 |
|           | Le Prix banane                             | no 1267 |         |
| Bobo      | Boum, voilà Bobo                           | no 1272 |         |
| Bobo      | Bobo ne s'évade pas                        | no 1275 |         |
| Bobo      | Bobo reçoit                                | no 1279 |         |
| Bobo      | Bobo fait du sport                         | no 1283 |         |
| Bobo      | Bobo aux sports d'hiver                    | no 1296 |         |
| Bobo      | Le Mentor                                  | no 1310 |         |
| Bobo      | Bobo en vacances                           | no 1316 |         |
| Bobo      | Bobo garde malade                          | no 1319 |         |
| Bobo      | Bobo s'énerve                              | no 1324 |         |
| Bobo      | Bobo rate son évasion                      | no 1330 |         |
| Bobo      | Bobo et le Pardimu                         | no 1340 |         |
| Bébert    | Le Casque aux gants de planches            | no 1341 | no 1362 |
| Bobo      | Bobo disparaît                             | no 1349 |         |
| Bobo      | L'Œuf à Bobo                               | no 1354 |         |
| Bobo      | Bobo printemps                             | no 1358 |         |
| Bobo      | Le Bond à Bobo                             | no 1361 |         |
| Bobo      | Bobo en musique                            | no 1363 |         |
| Bobo      | L'Écharpe à Bobo                           | no 1365 |         |
| Bobo      | Bobo déménage                              | no 1379 |         |
| Bobo      | Bobo et le directeur                       | no 1382 |         |
| Bobo      | Bobo et le grand jeu                       | no 1384 |         |
| Bobo      | Le Gâteau à Bobo                           | no 1387 |         |
| Bobo      | Bobo a du ressort                          | no 1390 |         |
| Bobo      | Bobo Noël                                  | no 1392 |         |
| Bobo      | Bobo et le fakir                           | no 1394 |         |
| Bobo      | Bobo se déguise                            | no 1403 |         |
| Félix     | Félix veilleur de nuit                     | no 1404 |         |
| Bobo      | Bobo et la statue                          | no 1414 |         |

| Série       | Titre                          | Début       | Fin |
| ----------- | ------------------------------ | ----------- | --- |
| Bobo        | La Main à la pâte avec Bobo    | no 1418     |     |
| Bobo        | Bobo au sommet                 | no 1420     |     |
| Cabanon     | Cabanon rentre tard            | no 1421     |     |
| Bobo        | Bobo en couleurs               | no 1431     |     |
| Cabanon     | Cabanon se mouille             | no 1434     |     |
| Bobo        | Bobo la chance                 | no 1435     |     |
| Cabanon     | Cabanon plombier               | no 1438     |     |
| Bobo        | Bobo prend la porte            | no 1440     |     |
| Félix       | Félix et le cabochon           | no 1441     |     |
| Bobo        | Bobo et l'étourdi              | no 1443     |     |
| Bobo        | Noël pour Bobo                 | no 1444     |     |
| Bobo        | Le Twist à Bobo                | no 1447     |     |
| Bobo        | Bobo change de milieu          | no 1449     |     |
| Cabanon     | Cabanon noctambule             | no 1454     |     |
| Bobo        | Bobo fait le mur               | no 1455     |     |
| Bobo        | Bobo et la Concurrence         | no 1457     |     |
| Bobo        | Bobo a bon pied                | no 1458     |     |
| Bobo        | Symphonie pascale pour Bobo    | no 1459     |     |
| Bobo        | Une pierre pour Bobo           | no 1460     |     |
| Bobo        | Le Parapluie de Bobo           | no 1465     |     |
| Bobo        | Bobo a bon cœur                | no 1469     |     |
| Bobo        | Bobo et l'amie pierre          | no 1471     |     |
| Bobo        | Bobo change de pierre          | no 1472     |     |
| Bobo        | La Loterie pour Bobo           | no 1473     |     |
| Bobo        | Bobo aux champs                | no 1474     |     |
| Cabanon     | Cabanon et le piano            | no 1477     |     |
| Bobo        | Un cadeau pour Bobo            | no 1478     |     |
| Bobo        | Une fleur pour Bobo            | no 1480     |     |
| Bobo        | Une échelle pour Bobo          | no 1482 bis |     |
| Cabanon     | Cabanon le dit avec des fleurs | no 1497     |     |
| Bobo        | Bobo bascule                   | no 1499     |     |
| Cabanon     | Cabanon fumiste                | no 1500     |     |
| Cabanon     | Cabanon est dans le bain       | no 1509     |     |
| Cabanon     | Cabanon n'a pas peur           | no 1512     |     |
| Bobo        | Bobo cow-boy                   | no 1513     |     |
| Bobo        | Bobo contre K.                 | no 1515     |     |
| Superdingue | Super Dingue                   | no 1517     |     |
| Superdingue | Super Dingue 2                 | no 1518     |     |
| Bobo        | Bobo relax                     | no 1520     |     |
| Bobo        | Bobo a le pied léger           | no 1521     |     |
| Bobo        | Bobo en promenade              | no 1524     | no  |
| Bobo        | Bobo en ballon                 | no 1528     |     |
| Cabanon     | Cabanon a du coffre            | no 1533     |     |

| Série        | Titre                            | Début   | Fin     |
| ------------ | -------------------------------- | ------- | ------- |
| Cabanon      | Cabanon a toujours du coffre     | no 1536 |         |
| Cabanon      | Cabanon a des ennuis             | no 1541 |         |
| Superdingue  | Super Dingue 3                   | no 1550 |         |
| Superdingue  | Super Dingue 4                   | no 1555 |         |
| Superdingue  | Super Dingue 5                   | no 1560 |         |
| Bobo         | Bobo et le retour de « K »       | no 1561 |         |
| Bobo         | Bobo n'aura pas creusé pour rien | no 1565 |         |
| Superdingue  | Super Dingue 6                   | no 1569 |         |
| Bobo         | Une sortie pour Bobo             | no 1573 |         |
| Bobo         | Bobo fait boum                   | no 1576 |         |
| Superdingue  | Super Dingue 7                   | no 1602 |         |
| Superdingue  | Super Dingue 8                   | no 1610 |         |
| Bobo         | Bobo nez rouge                   | no 1616 |         |
| Bobo         | « K » est servi                  | no 1624 |         |
| Superdingue  | Super Dingue 9                   | no 1626 |         |
| Bobo         | Bobo et le cerf volant           | no 1627 |         |
| Superdingue  | Super Dingue 10                  | no 1640 |         |
| Superdingue  | Super Dingue 11                  | no 1651 |         |
| Superdingue  | Super Dingue 12                  | no 1657 |         |
| Bobo         | Bobo et les frères mangetout     | no 1660 |         |
| Superdingue  | Super Dingue 13                  | no 1666 |         |
| Superdingue  | Super Dingue 14                  | no 1704 |         |
| Superdingue  | Super Dingue 15                  | no 1716 |         |
| Les Krostons | Les Krostons sortent de presse   | no 1752 | no 1768 |
| Superdingue  | Super Dingue 16                  | no 1762 |         |
| Superdingue  | Super Dingue 17                  | no 1776 |         |
| Les Krostons | Balade pour un Kroston           | no 1851 | no 1869 |
| Bobo         | El Candaro                       | no 1918 | no 1923 |
| Les Krostons | La Maison des mutants            | no 2061 | no 2079 |
| Bobo         | Le Sac                           | no 2153 | no 2156 |
| Les Krostons | La Vie de château                | no 2233 | no 2243 |
| Bobo         | Mise en boîte                    | no 2254 | no 2257 |
| Les Krostons | L'Héritier                       | no 2348 | no 2358 |
| Bobo         | La Pri$on dorée                  | no 2365 | no 2371 |
| Bobo         | Le Retour du Greffé              | no 2551 | no 2553 |
| Bobo         | Une histoire de fou              | no 2629 | no 2633 |
| Bobo         | L'Oiseau du diable vauvert       | no 2750 | no 2761 |
| Bobo         | Le Boulet                        | no 2800 | no 2801 |
| Bobo         | Bobo fait le mur                 | no 2826 | no 2827 |
| Bobo         | La Rançon de la gloire           | no 2901 | no 2910 |
| Bobo         | La Première pierre               | no 3017 | no 3019 |

#### Livres
: document utilisé comme source pour la rédaction de cet article.
- Jean Van Hamme, Introduction à la bande dessinée belge, Bruxelles, Bibliothèque royale de Belgique, 1968, 80 p., ill. ; 26 cm (lire en ligne), p. 14[catalogue] publié à l'occasion de l'exposition La bande dessinée en Belgique, Bibliothèque Albert Ier, [Bruxelles], du 29 juin au 25 août 1968.
- François-Xavier Burdeyron, L'Âge d'or du journal Spirou, Marseille, Bédésup, mars 1988, 128 p. (présentation en ligne), p. 9 à 18.
- Jean Pirotte (dir.) et Luc Courtois, Du régional à l'universel. : L'imaginaire wallon dans la bande dessinée., Louvain-la-Neuve, Fondation wallonne Pierre-Marie et Jean-François Humblet, 1999, 310 p. (ISBN 978-2-9600072-3-7 et 2960007239, OCLC 1075833932), p. 216 lire sur Google Livres
- Jacques Fiérain, « Deliège, Paul », dans La BD dans les provinces de Liège, Namur et Luxembourg, Charleroi, Éd. l'Âge d'or, 2004, 112 p., ill. ; 31 cm (ISBN 9782960019698, OCLC 470388297, présentation en ligne), p. 29.
- Henri Filippini, « Deliège Paul », dans Dictionnaire de la bande dessinée, Paris, Bordas, 2005, 912 p., ill. ; 27 cm (ISBN 9782047299708 et 2047299705, OCLC 1009545288, présentation en ligne), p. 741-742.
- Collectif, BDM Trésors de la bande dessinée, Villorba, Éditions de l'Amateur, octobre 2008, 17e éd., 1295 p., ill. (ISBN 978-2-85917-491-0, présentation en ligne).
- Patrick Gaumer, « Deliège Paul », dans Dictionnaire mondial de la BD, Paris, Larousse, 2010, 953 p., ill. ; 27 cm (ISBN 978-2-0358-4331-9 et 2-0358-4331-6, OCLC 920924930, présentation en ligne), p. 239.
- Martin Zeller, Bobo : 10 mini récits, Marcinelle/Paris, Dupuis, septembre 2010, 368 p. (ISBN 978-2-8001-4647-8), p. 4 à 10 (dossier d'introduction). .
- François Ayrolles, « Rosy et Deliège crusent la quintessence du héros », dans Moments clés du journal de Spirou 1937-1985, Marcinelle, Dupuis, coll. « Patrimoine », 2 mars 2018, 312 p., ill. ; 20,8 cm (ISBN 9782800171142 et 2800171146, OCLC 1034784873, présentation en ligne), p. 193-194.

#### Périodiques
- Louis Cance, « Portrait Paul Deliège », Hop !, Aurillac, AEMEGBD, no 87,‎ juillet 2000 (ISSN 0768-9357)
- Louis Cance, « Remember Paul Deliège », Hop !, AEMEGBD, no 108,‎ décembre 2005 (ISSN 0768-9357)
- Hugues Dayez, « Les aventures d'un journal : Deliège s'évade », Spirou, Dupuis, no 3885,‎ 26 septembre 2012, p. 31 (ISSN 0771-8071)
- Hugues Dayez, « Les aventures d'un journal : Une pierre qui a la vie dure (Bobo) photo Deliège », Spirou, Dupuis, no 3962,‎ 19 mars 2014, p. 31 (ISSN 0771-8071).

#### Articles
- Henri Filippini, « Deliège à l’honneur… », BDzoom,‎ 31 octobre 2015 (lire en ligne, consulté le 28 mai 2023).

### Vidéographie
- [vidéo] « La bande à BD (1984) », sur YouTube